# ブルハーヌッディーン・ラッバーニー
ブルハーヌッディーン・ラッバーニー（ダリー語:برهان الدين ربانى, Burhānuddīn Rabbānī、1940年9月20日 - 2011年9月20日）は、アフガニスタンの政治家。タジク人。イスラーム主義系政治組織ジャマーアテ・イスラーミー（イスラム協会）の最高指導者。初代アフガニスタン・イスラーム国大統領（在任：1992年 - 2001年）。日本ではブルハヌッディン・ラバニと表記されることもある。

## 生涯

### 大統領就任まで
1940年（1942年とも）、ムハンマド・ユースフの息子としてバダフシャーン州ファイザバードに生まれる。地元の学校を卒業後、カーブルのアブ・ハニファ神学校に進んだ。同校を終えた後、イスラム法とイスラム法学を学ぶために、カーブル大学イスラム法学部に進学した。在学中に優れた学徒として知られるようになった。1963年に卒業すると、そのまま同大学の講師として迎えられた。さらに学問を究めるために、カイロのアル＝アズハル大学に留学し、イスラーム哲学の修士号を取得した。1969年にはトルコのアンカラ大学にも3ヶ月間留学した。
1968年、アフガニスタンに帰国したラッバーニーは、ジャマーアテ・イスラーミーの理事会から大学生の組織化を命ぜられたが、早くも1972年には、イスラームに関する深い学識、人望、活発な宗教活動を認められ、15人で構成される理事会によってジャマーアテ・イスラーミーの最高指導者に選出された。
1974年春、このような活動が時のダーウード政権によって目をつけられ、逮捕されそうになるが、学生の手引きによって難を逃れて地方に身を潜めた。後にパキスタンに脱出。1970年代末から本拠地をイランのマシュハドに置き、アフガニスタン人民民主党に対する闘争を開始。1980年7月から再びパキスタンを本拠地とした。同拠点から、ジャミアテ・イスラーミーのムジャーヒディーンによるソ連・アフガン戦争を指揮した。1989年から1992年、ペシャーワルの亡命政権の外相を務めた。ラッバーニー派は、1992年にカーブルへ最初の入城を果たしたムジャーヒディーン部隊となった。

### 大統領就任後
ナジーブッラーの共産主義政権の崩壊にともなってラッバーニーは帰国、暫定指導評議会議長となり、1992年6月28日にアフガニスタン・イスラーム国の大統領に就任した。しかし、有名無実の首相グルブッディーン・ヘクマティヤール率いるヒズベ・イスラーミー（ヘクマティヤール派）とジャマーアテ・イスラーミーとの深刻な確執をはじめ、各派の争いは瞬く間に激化し、アフガニスタンは内戦状態に陥った。各派による内戦の間にカーブルは壊滅的な打撃を被った。
1996年9月、ターリバーンのカーブル攻略によってラッバーニーらはカーブルから脱出した。しかしその後も、北部同盟と称された反ターリバーン勢力の支持によって戦闘を継続した。1997年6月に、北部同盟政府の大統領に就任した。アメリカ同時多発テロ事件後、ターリバーンをアフガニスタンから排除するための、アメリカ合衆国とNATOによる軍事行動への協力にラッバーニーは合意した。共同作戦によってカーブルは陥落し、ラッバーニーは大統領の座に返り咲いたが、アフガニスタン暫定行政機構の発足に伴い、暫定行政機構の議長に選出されたハーミド・カルザイに権限を移譲した。
カルザイ政権においては主要ポストは得られなかったものの、国内で議員として政治活動を継続し、2007年3月には野党同盟「国民戦線」の党首となった。

### 死去
ターリバーンとの和解交渉担当の高等和平評議会議長を務めていたが、2011年9月20日、自宅への自爆攻撃により死亡したと伝えられた。ターリバーンがラッバーニーの暗殺について犯行を認めた。

## 家族
妻帯。2男（サラーフッディーン、ジャマリ）を有する。長男のサラーフッディーンは元駐トルコ大使で、父の死後、後を継いで高等和平評議会議長を務めている。
娘婿のアフマド・ズィヤ・マスードは第一副大統領などを歴任。